# Colibrí vellutat
El colibrí vellutat (Lafresnaya lafresnayi)és una espècie d'ocell de la subfamília dels lesbins (Lesbiinae) dins la família dels troquílids (Trochilidae) i única espècie del gènere Lafresnaya Bonaparte, 1850.

## Hàbitat i distribució
Habita la selva humida, matoll, camp obert i arbusts de les muntanyes entre 1500 i 3700 m, des de Colòmbia i nord-oest de Veneçuela, cap al sud, a través dels Andes de l'Equador i el Perú.